# Norbert Studnitzky
Norbert Studnitzky (* 23. Mai 1936 in Hlučín (deutsch früher Hultschin), Hultschiner Ländchen, Tschechoslowakei) ist ein tschechisch-deutscher Komponist, Arrangeur und Dirigent, hauptsächlich im Bereich der Blasmusik.

## Leben
Norbert Studnitzky studierte in Ostrava (Ostrau) und an der Janáček-Akademie der musischen Künste in Brünn Orchesterdirigieren. Anschließend war er Dirigent am Stadttheater Zeitz und in Reichenbach, Gastdirigent beim Staatlichen Vogtlandorchester und ständiger Gastdirigent beim Rundfunk-Blasorchester Leipzig. Von 1970 bis zu seiner Pensionierung 2000 war er Leiter der Stadtkapelle und Direktor der städtischen Jugendmusikschule in Neuenbürg, wo er seit 1969 lebt.
Norbert Studnitzkys Sohn Sebastian (* 1972) ist Jazztrompeter, -pianist und Komponist.

## Werke (Auswahl)
Für Blasorchester
- Jenseits der Beskiden (Na Kotarech; folkloristische Szene)
- Triumph-Marsch
- Zwei Kerle wie wir

Andere Besetzungen
- Max und Moritz (Klarinettentrio)